# Wydział Filologiczny Uniwersytetu Wrocławskiego
Wydział Filologiczny Uniwersytetu Wrocławskiego (WF UWr) – jeden z 12 wydziałów Uniwersytetu Wrocławskiego. Powstał w 1950 roku w wyniku reorganizacji Wydziału Humanistycznego i podzielenia go na wyżej wymieniony oraz Wydział Filozoficzno-Historyczny. Ostatniej reorganizacji dokonano w 2024 r., wydzielając z Wydziału dwie nowe jednostki; spowodowało to zmniejszenie się liczby instytutów i katedr należących do Wydziału Filologicznego z dziesięciu do dwóch. Obecnie WF kształci studentów na czterech kierunkach zaliczanych do nauk humanistycznych na studiach licencjackich oraz czterech kierunkach magisterskich, a także na kierunkach podyplomowych.
W 2009 roku zatrudnionych było 372 pracowników naukowo-dydaktycznych (z czego 33 z tytułem profesora, 57 na stanowisku profesora zwyczajnego i nadzwyczajnego, 9 adiunktów ze stopniem naukowym doktora habilitowanego, 246 adiunktów ze stopniem doktora oraz 17 asystentów z tytułem magistra).
Według stanu na koniec 2023 roku (w ostatnim roku przed podziałem na trzy jednostki) na wydziale studiowało łącznie 5206 studentów studiów I i II stopnia (3735 na studiach stacjonarnych i 1471 na studiach niestacjonarnych), co sprawiało, że był to pod tym względem największy i najliczniejszy wydział Uniwersytetu Wrocławskiego. Po reorganizacji, według danych na 31.12.2024 r., Wydział liczył 1154 studentów studiów stacjonarnych i 250 - niestacjonarnych. 

## Historia
Wydział Filologiczny Uniwersytetu Wrocławskiego wywodzi się z Wydziału Humanistycznego, jednego z sześciu uniwersyteckich wydziałów wspólnego zespołu Uniwersytetu i Politechniki Wrocławskiej, założonego w 1945 roku na fundamentach dawnego Friedrich-Wilhelms Universität zu Breslau. W 1952 roku Wydział Humanistyczny przekształcono i podzielono na dwie odrębne jednostki naukowo-dydaktyczne: Wydział Filologiczny i Wydział Filozoficzno-Historyczny.
W 2024 roku ze struktur wydziału wyodrębniono Wydział Neofilologii oraz Wydział Komunikacji Społecznej i Mediów.

## Władze Wydziału
Od 1 września 2024:
| Stanowisko                                       | Imię i nazwisko                     |
| ------------------------------------------------ | ----------------------------------- |
| Dziekan                                          | p.o. prof. dr hab. Marcin Cieński   |
| Prodziekan ds. dydaktyki                         | p.o. dr hab. Monika Zaśko-Zielińska |
| Prodziekan ds. jakości kształcenia i studenckich | p.o. dr Adrian Madej                |

## Poczet dziekanów
Lista niepełna:
1. dr hab. Krystyna Gabryjelska (1993–1999)
2. prof. dr hab. Władysław Dynak (1999–2005)
3. dr hab. Michał Sarnowski (2005–2012)
4. dr hab. Marcin Cieński (2012–2020)
5. dr hab. Arkadiusz Lewicki (2020–2024)
6. p.o. prof. dr hab. Marcin Cieński (od 2024)

## Struktura organizacyjna

### Instytut Filologii Germańskiej
Dyrektor: prof. dr hab. Tomasz Małyszek
- Zakład Literatury Niemieckiej do roku 1848
- Zakład Literatury Niemiec Austrii i Szwajcarii XIX i XX wieku
- Zakład Literatury Niemiec po 1945 r.
- Zakład Literatury Austriackiej
- Zakład Dydaktyki Literatury
- Zakład Kultury Krajów Niemieckojęzycznych i Śląska
- Zakład Językoznawstwa Ogólnego i Porównawczego
- Zakład Języka Niemieckiego
- Zakład Lingwistyki Stosowanej
- Zakład Translatoryki i Glottodydaktyki
- Pracownia Badań nad Literaturą i Kulturą Okresu Baroku
- Pracownia Niemieckojęzycznej Literatury Szwajcarii
- Pracownia Estetyki Literatury
- Pracownia Badań nad Społeczną Historią Literatury
- Pracownia Badań Nad Literaturą i Mediami
- Pracownia Przekładu Tekstów Literackich
- Pracownia Lingwistyki Mediów
- Pracownia Skandynawistyki
- Pracownia Fonetyki

### Instytut Filologii Polskiej
Dyrektor: dr hab. Paweł Kaczyński
- Zakład Historii Dawnej Literatury Polskiej
- Zakład Historii Literatury Romantyzmu
- Zakład Historii Literatury Pozytywizmu i Młodej Polski
- Zakład Literatury XX i XXI wieku
- Zakład Literatury Ludowej, Popularnej i Dziecięcej
- Zakład Metodyki Nauczania Języka i Literatury Polskiej
- Zakład Edytorstwa
- Zakład Teorii Kultury i Sztuk Widowiskowych
- Zakład Teorii Literatury
- Zakład Historii Języka Polskiego
- Zakład Współczesnego Języka Polskiego
- Zakład Językoznawstwa Stosowanego
- Centrum Badań Kognitywnych nad językiem i komunikacją
- Pracownia Badań Humanistycznych nad Problematyką Górską
- Pracownia Kultury Literackiej XX w.
- Pracownia Komparatystyki Literackiej
- Pracownia Współczesnych Form Krytycznych
- Pracownia Literatury i Kultury Popularnej oraz Nowych Mediów
- Pracownia Badań Regionalnych
- Pracownia Lingwistyki Antropologicznej
- Pracownia Polszczyzny Mówionej
- Pracownia Prostej Polszczyzny
- Szkoła Języka Polskiego i Kultury dla Cudzoziemców
- Studium Języka i Kultury Litewskiej
- Pracownia Badań nad Związkami Słowa i Obrazu w Praktykach Piśmiennych
- Pracownia Badań nad Spuścizną Stanisława Vincenza
- Pracownia Badań nad Słowotwórstwem Nazw Żeńskich